# Église Saint-François de Sales du Tampon
L'église Saint-François de Sales du Tampon est la plus grande église à avoir été bâtie dans cette ville française de l'île de La Réunion. Jusqu'à sa conception une chapelle située à Terrain Fleury sur un domaine appartenant au comte Robert Le Coat de Kerveguen, servait de lieu de culte. Sous l'impulsion du père Eugène Rognard, la  décision fut prise d'édifier une église au Tampon, afin d'instaurer une indépendance matérielle vis-à-vis du comte. L'église est consacrée à saint François de Sales.

## Histoire

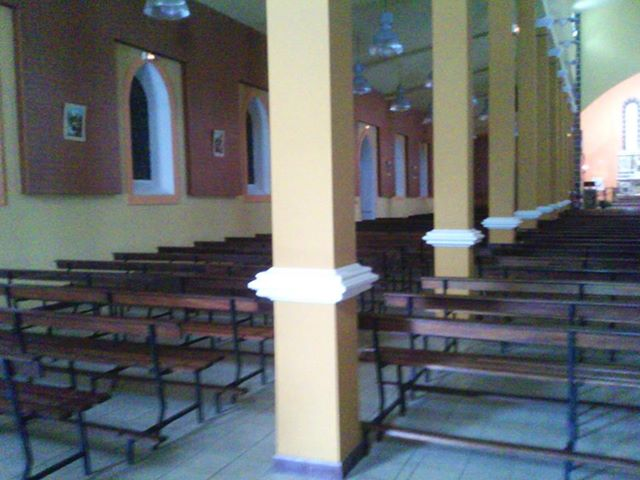
Intérieur de l'église Saint-François-de-Sales.

Le projet de construction de l'église fut lancé dès 1907. Il fut à l'initiative du Père Eugène Rognard curé du Tampon depuis 1907. Il prit cette décision après avoir constaté que la chapelle de terrain Fleury était trop vétuste et également trop distante du centre-ville. 
De plus un différend opposait également le religieux avec le propriétaire des lieux le comte Robert de Kerveguen concernant une relation qu'il entretenait avec une actrice de la Comédie-Française, relation ouvertement désapprouvée par le curé.
Ainsi fut décidée la construction d'un édifice plus grand et mieux situé.
La construction fut lancée en mars 1910, après que le père Rognard ait réussi à trouver les fonds nécessaires ainsi que le foncier. Il est important de souligner que le terrain a été offert par Jules Bertaut.
Le chantier fut jalonné de difficultés, par exemple lorsque les travaux furent arrivés au niveau de la charpente on déconseilla au curé de la faire en bois du fait de la vulnérabilité de ce matériel face aux intempéries (cyclones...) qui frappent régulièrement l’île et qui furent à l'origine de la destruction de maintes églises.
Le père Rognard ne laissa pas tomber et décida de faire venir une charpente en fer de métropole.
Il inaugura l'église lors d'une messe en juin 1912.
Cet événement eut une grande influence sur la vie des habitants, notamment au niveau de l'aménagement du territoire de la ville. En effet l'érection de l'église a eu un effet sur la configuration de son centre. Cela a provoqué le déplacement du centre du Tampon de la rive gauche de la rivière d'abord à la rive droite, c'est-à-dire son centre actuel.
Enfin la bâtisse a connu des transformations au fil du temps : il y a eu notamment un réaménagement du chœur dans les années 1970 par le père Michel Rochefeuille.
Ainsi que des travaux de réfections (plus récents) de l'édifice en 2011, amenant une part de modernité et plus de luminosité à l'église sans qu'elle ne perde ce côté très spirituel inhérent au lieu de culte.

## Architecture
C’est ainsi qu’en 1910, la première pierre de l’édifice religieux le plus important pour la commune est posée. 
La ville du Tampon qui en ce temps-là, était toujours rattachée administrativement à la ville de Saint-Pierre, va voir les travaux commencer et s'étaler sur une période de deux ans. 
L’architecture de l’édifice religieux est assez simple. Elle est de forme rectangulaire avec une nef centrale et deux bas-côtés soutenus par des piliers sans transept donnant directement sur l’autel avec une élévation en travée dont la charpente métallique va soutenir une toiture en tôle avec au-dessus du porche central une tour abritant un clocher.
Quant aux vitraux qui sont d’une grande beauté, ils ont été réalisés par Bessac et ils furent offerts par la famille André du Buisson à la paroisse.

### Matériaux utilisés

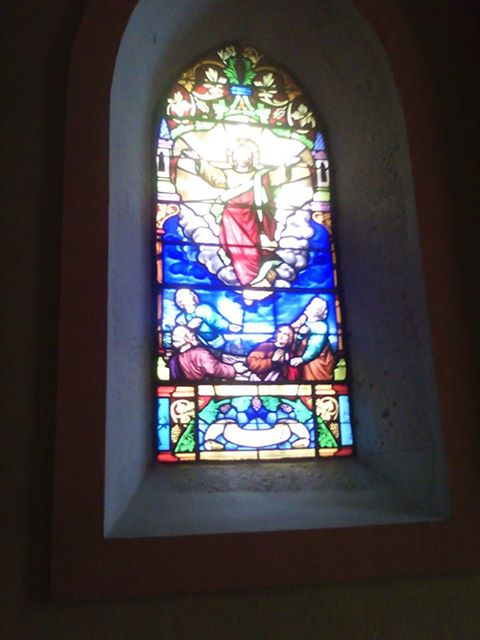
Vitrail de la paroisse Saint-François de Sales du Tampon.

En ce qui concerne le gros œuvre, 4 types de matériaux principaux ont été utilisés : 
- moellon
- enduit : c'est une préparation de texture plutôt molle qu'on utilise pour le revêtement.
- enduit partiel
- roche basaltique : ici on doit faire référence au basalte alcalin qu'on retrouve en quantité à la Réunion.
- pierre de taille

Il y a également la présence de quatre types de couvertures différentes au sein de l'architecture de la paroisse :
- le toit à longs pans
- le toit à pavillon
- l'appentis
- le toit.

## Fonctionnement
L'église est ouverte la journée à tous les gens souhaitant venir s'y recueillir. 
Le prêtre qui y officie actuellement tient régulièrement des permanences et les messes sont organisées en temps normal (hors périodes de grandes fêtes religieuses) le samedi et le dimanche.